# Fernando Astudillo
Fernando Alfonso Astudillo Campos (* 12. Januar 1950 in Santiago de Chile) ist ein ehemaliger chilenischer Fußballspieler. Der Innenverteidiger absolvierte ein Länderspiel für Chile. 

## Karriere

### Verein
Fernando Astudillo, auch Potro genannt, begann seine Karriere 1970 beim CD Universidad Católica|. Nach dem Abstieg der Cruzados 1973 wechselte der Innenverteidiger zum CD Magallanes. 1975 stieg auch Magallanes nach dem verlorenen Relegationsspiel gegen Deportes Aviación ab und Potro schloss sich dem Zweitligisten Rangers de Talca an, mit dem ihm 1977 der Aufstieg gelang. Sein letztes Karrierejahr verbrachte der Verteidiger bei Deportes Arica, ebenfalls in der Segunda División.

### Nationalmannschaft
Fernando Astudillo absolvierte im September 1972 unter Trainer Rudi Gutendorf bei der 0:2-Niederlage in der Copa Carlos Dittborn gegen Argentinien sein einziges Länderspiel für die Nationalmannschaft Chiles.